# Escola Atlântica de Teologia
A Escola Atlântica de Teologia (em inglês conhecida como: Atlantic School of Theology ou AST) é uma universidade ecumênica pública canadense que oferece educação teológica em nível de pós-graduação e realiza pesquisas para ajudar os alunos a se prepararem para os ministérios cristãos e outras formas de liderança pública. Ela está localizada em Halifax, Nova Escócia, Canadá, e seu corpo docente é de aproximadamente 160 universitários graduados e não graduados. Pessoas de todas as tradições religiosas, ou nenhuma, são bem-vindas para estudar na AST.